# Coupe de RDA féminine de football
La Coupe de RDA féminine de football a existé de 1987 à 1991, année de la réunification allemande. En 1987, elle s'appelait DFD-Pokal et de 1988 à 1991 FDGB-Pokal.

## Palmarès
| Année | Champion                   |
| 1987  | BSG Rotation Schlema       |
| 1988  | BSG Wismut Karl-Marx-Stadt |
| 1989  | BSG Rotation Schlema       |
| 1990  | BSG Post Rostock           |
| 1991  | FC Wismut Aue              |

## Bilan par clubs
- BSG Rotation Schlema: 2 victoires
- BSG Wismut Karl-Marx-Stadt, BSG Post Rostock, FC Wismut Aue: 1 victoire